# Landhaus Christian Gottlieb Ziller
Das villenartige Landhaus des Lößnitz-Baumeisters Christian Gottlieb Ziller liegt im Radebeuler Stadtteil Oberlößnitz, im Augustusweg 4 genau an der Grenze zu Serkowitz, schräg gegenüber der auf der anderen Straßenseite liegenden Häuser seiner Söhne Moritz und Gustav Ziller.  Christian Gottlieb Ziller errichtete es ab 1834 in einem für seine Zeit in der Lößnitz neuen Baustil, im Toskanastil.

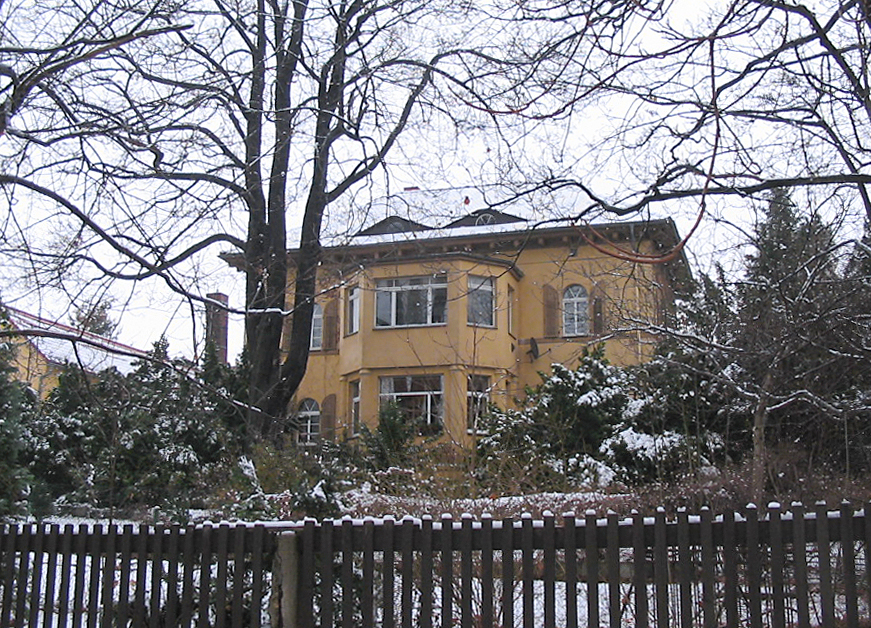
Landhaus Christian Gottlieb Ziller

## Beschreibung

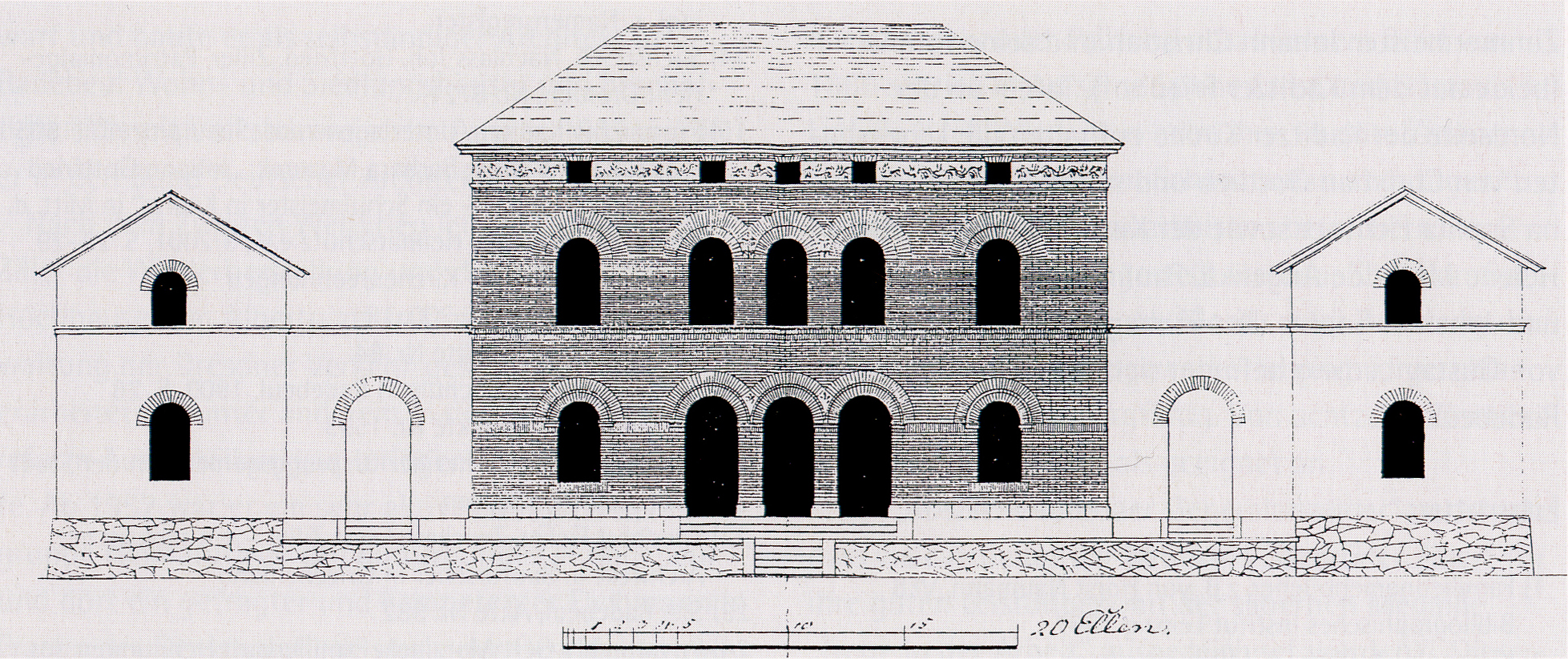
Zillers Entwurf zum Landhaus

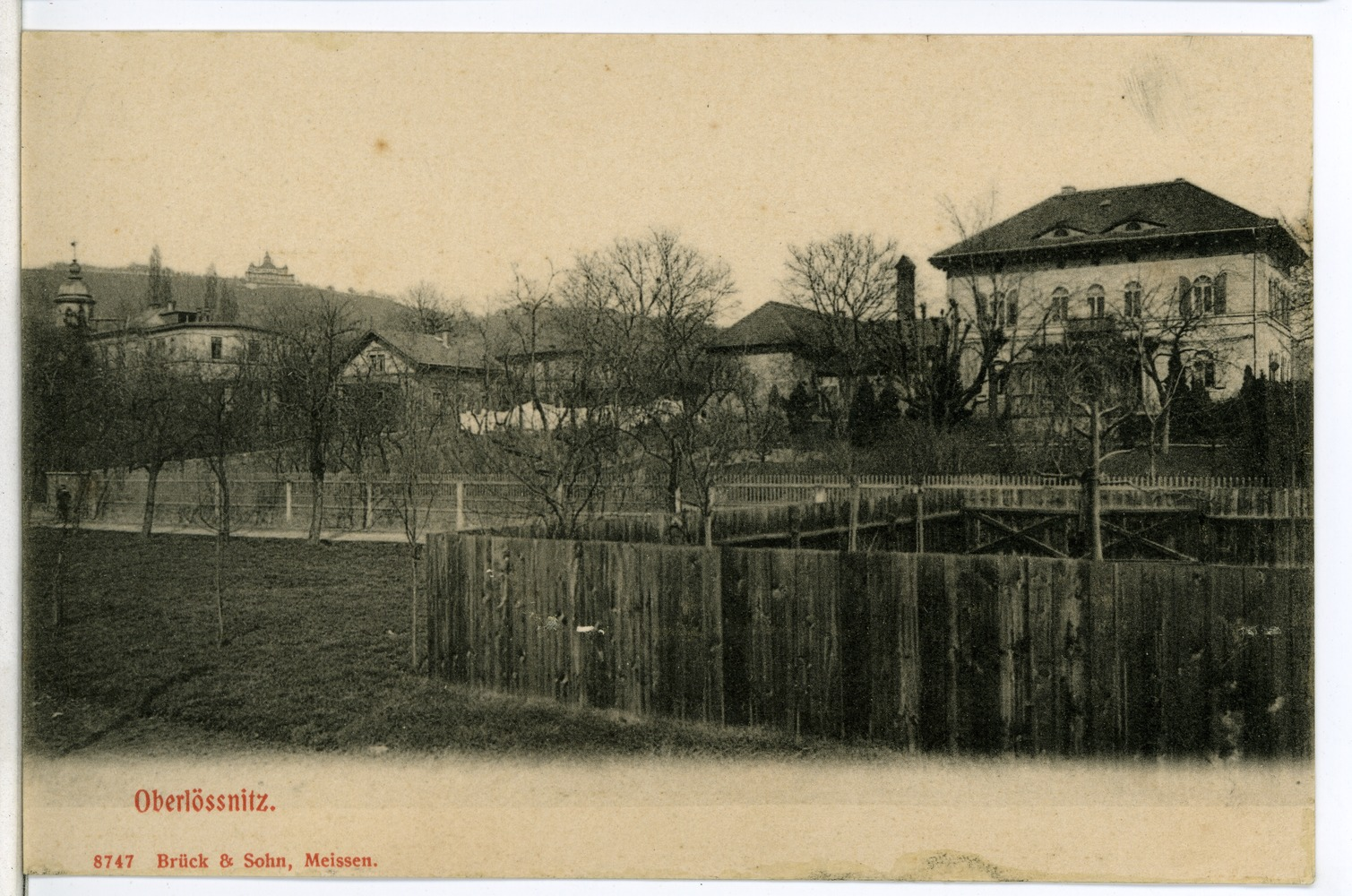
Landhaus Zillers, 1907

Das unter Denkmalschutz stehende Landhaus mit Landhausgarten steht mit der dreiachsigen Schmalseite zum Augustusweg. Die fünfachsige Längsseite des zweigeschossigen Gebäudes steht zum Mühlweg. Das parkartige Eckgrundstück mit altem Baumbestand zählt als Werk der Garten- und Landschaftsgestaltung.
Der schlichte Putzbau trägt ein vorkragendes Walmdach, dessen Dachgesims mit dem ursprünglichen  Balkenkopffries versehen ist. Die Rundbogenfenster, über denen sich laut Bauakte ursprünglich Schmuckbögen befanden, sind mit Lamellen-Klappläden versehen.
In der Hauptansicht zum Mühlweg steht mittig ein später angefügter polygonaler Vorbau, der über zwei Geschosse reicht. Auf der Rückseite befindet sich ein ebenfalls später angebauter Eingangsvorbau mit einem Krüppelwalmdach.

## Geschichte

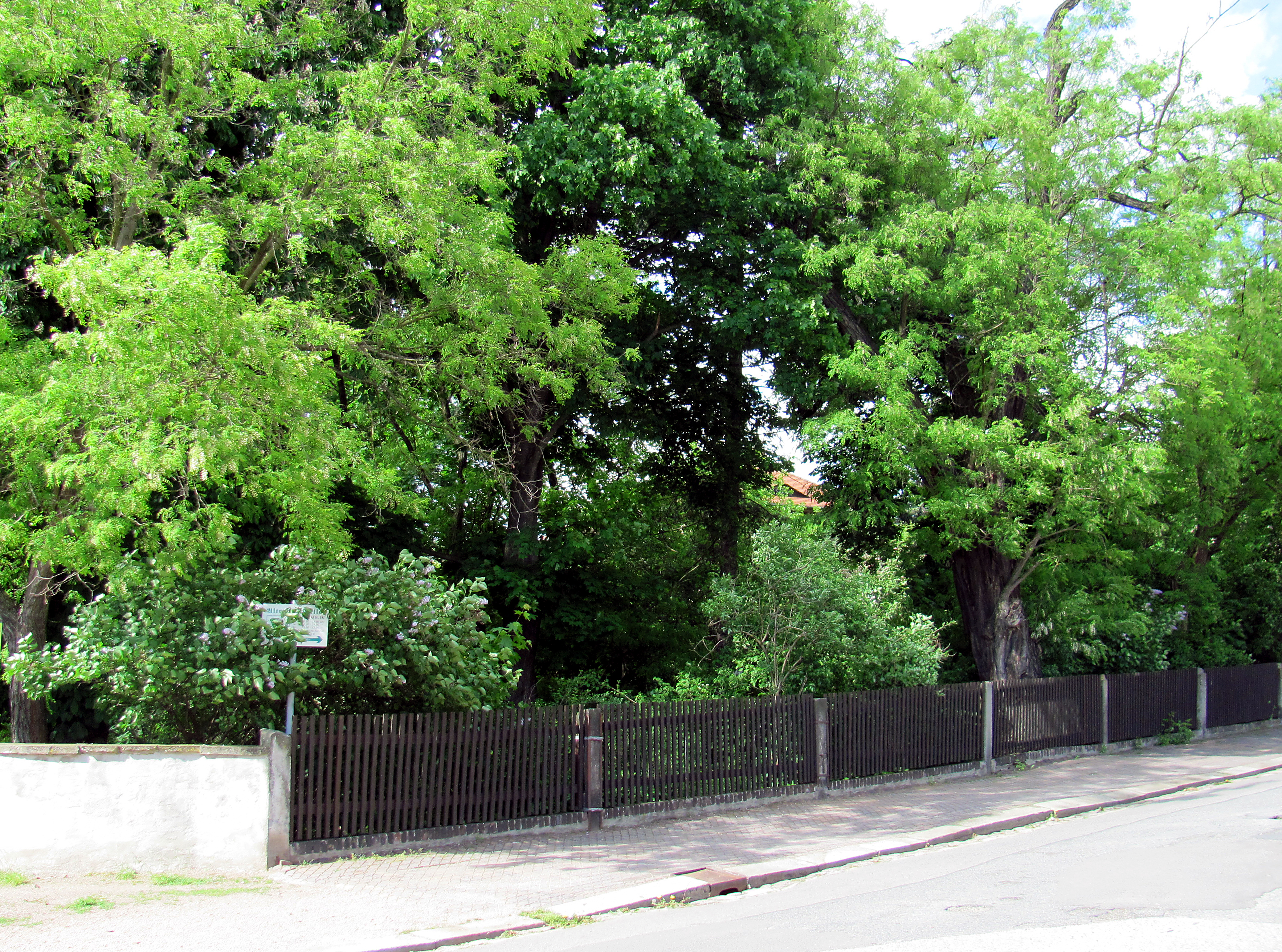
Blick auf den Garten, der als Werk der Garten- und Landschaftsgestaltung ebenfalls unter Denkmalschutz steht

Christian Gottlieb Ziller (1807–1873) erlernte bei seinem Vater das Handwerk des Zimmermeisters und studierte Anfang der 1830er Jahre Architektur an der Akademie für bildende Künste in Dresden. Ab 1834 errichtete sich der Baumeister auf dem Grundstück Augustusweg 4 einen durch seine klassizistische Ausbildung geprägten, für die Region neuen, „italienischen“ Haustyp, ein Landhaus im Toskanastil. Ziller war damit fünf Jahre früher als Gottfried Semper, der 1839 in Dresden die richtungsweisende Villa Rosa baute. Das Haupthaus wurde rechts und links von zwei eingeschossigen Nebengebäuden mit Satteldach eingefasst, von denen heute das linke, nördliche noch vorhanden ist.
Das Grundstück lag 1834 auf Serkowitzer Weinbergsflur und kam mit der Gemeindegründung im Jahr 1839 zu Oberlößnitz. Von den 10 Kindern, die Ziller in diesem Haus geboren wurden, kamen die erstgeborenen Ernst (* 1837) und Moritz (* 1838) noch in Serkowitz zur Welt, alle anderen im 1839 gegründeten Oberlößnitz. Zwei der Töchter verstarben früh, Sophia mit drei Jahren und Sophie mit 21 Jahren.
Der Anbau der Veranda an das Landhaus wurde um 1920 errichtet, ebenso wie die Fledermausgauben sowie der schlichte Rauputz.